# Lysandra apenninus
Lysandra apenninus är en fjärilsart som beskrevs av Philipp Christoph Zeller 1847. Lysandra apenninus ingår i släktet Lysandra och familjen juvelvingar. Inga underarter finns listade i Catalogue of Life.